# Jan Magnussen
Jan Magnussen (ur. 4 lipca 1973 w Roskilde) – duński kierowca wyścigowy i kierowca fabryczny General Motors, były kierowca Formuły 1. Wzrost 170 cm. Żonaty z Christiną. Jest ojcem Kevina Magnussena kierowcy startującego w Formule 1 i wyścigach długodystansowych.

## Życiorys
Magnussen zdominował w 1994 mistrzostwa Brytyjskiej Formuły 3, jeżdżąc dla ekipy Paul Stewart Racing. Wygrał wtedy 14 z 18 wyścigów, bijąc poprzedni rekord, który należał do Ayrtona Senny.
W roku 1995 został kierowcą testowym zespołu McLaren w Formule 1. Zadebiutował tym samym roku w Grand Prix Pacyfiku w zastępstwie Miki Häkkinena. W wyścigu zajął 10 miejsce. Był to jego jedyny start w Formule 1 w tamtym sezonie.
W roku 1996 wystartował w czterech wyścigach serii CART w zespole Penske Racing w zastępstwie Paula Tracy'ego i Emersona Fittipaldiego. Najlepszy wynik jaki osiągnął to 8 miejsce w wyścigu na torze Laguna Seca.
Rok później wrócił do Formuły 1, bowiem zainteresował się nim zespół Stewart Grand Prix. W 24 wyścigach w sezonach 1997 – 1998 zdobył zaledwie jeden punkt i w połowie sezonu, dokładnie po Grand Prix Kanady, został zastąpiony przez Josa Verstappena. W sezonie 1998 wystartował jeszcze w jednym wyścigu American Le Mans Series.
W 1999 roku wystartował w siedmiu wyścigach serii CART w zespole Patrick Racing. Na dłużej jednak zadomowił się w American Le Mans Series w której startował regularnie w latach 1999 – 2002.
Od roku 2001 startował Peugeotem w serii Danish Touring Car Championship (w roku 2003 został mistrzem).
Od 1999 roku Magnussen startuje corocznie w różnych klasach w wyścigu 24 godziny Le Mans. W 2004 wygrał ten wyścig w klasie GTS, a w latach 2005, 2006 i 2009 – w klasie GT1. Za każdym razem jeździł wtedy Chevroletem Corvette.
Również od 1999 co roku Magnussen bierze udział w wyścigu 12 godzin Sebring. Jego najlepszy rezultat to zwycięstwa w latach 2006, 2008 i 2009 w klasie GT1.
W 2005 roku przesiadł się do Toyoty Corolli zespołu Den Blå Avis w duńskich mistrzostwach samochodów turystycznych i zdobył dwa tytuły wicemistrzowskie. Od roku 2007 jeździ w tej serii BMW 320si E90 i zdobył kolejno trzecie miejsce, tytuł mistrzowski i drugie miejsce.
W 2007 roku powrócił też do regularnych startów w ALMS, w 2008 zdobył w niej tytuł mistrzowski w klasie GT1.

## Wyniki

### Podsumowanie startów
| Sezon | Seria                                  | Zespół                     | Starty | PP | Zwyc. | Punkty | Pozycja |
| ----- | -------------------------------------- | -------------------------- | ------ | -- | ----- | ------ | ------- |
| 1994  | Brytyjska Formuła 3                    | Paul Stewart Racing        | 18     |    | 14    |        | 1.      |
| 1995  | Deutsche Tourenwagen Meisterschaft     | AMG Mercedes               | 11     | 0  | 0     | 49     | 8.      |
| 1995  | International Touring Car Series       | AMG Mercedes               | 8      | 0  | 1     | 83     | 2.      |
| 1995  | Formuła 1                              | McLaren                    | 1      | 0  | 0     | 0      | –       |
| 1996  | International Touring Car Championship | AMG Mercedes               | 22     | 0  | 1     | 97     | 10.     |
| 1996  | CART                                   | Penske Racing              | 4      | 0  | 0     | 5      | 23.     |
| 1997  | Formuła 1                              | Stewart Grand Prix         | 17     | 0  | 0     | 0      | –       |
| 1998  | Formuła 1                              | Stewart Grand Prix         | 7      | 0  | 0     | 1      | 17.     |
| 1999  | CART                                   | Patrick Racing             | 7      | 0  | 0     | 8      | 24.     |
| 1999  | American Le Mans Series (LMP)          | Panoz Motor Sports         | 8      | 1  | 1     |        |         |
| 2000  | American Le Mans Series (LMP)          | Panoz Motor Sports         | 12     | 0  | 1     |        |         |
| 2001  | American Le Mans Series (LMP900)       | Panoz Motor Sports         | 10     | 1  | 2     |        |         |
| 2001  | Danish Touring Car Championship        | Peugeot Statoil Motorsport | 10     | 5  | 3     | 74     | 5.      |
| 2002  | American Le Mans Series (LMP900)       | Panoz Motor Sports         | 10     | 0  | 2     |        |         |
| 2002  | Danish Touring Car Championship        | Peugeot Statoil Motorsport | 12     | 7  | 7     | 235    | 5.      |
| 2003  | American Le Mans Series (LMP900)       | Jim Matthews Racing        | 1      | 0  | 0     | 0      | –       |
| 2003  | American Le Mans Series (GTS)          | Prodrive                   | 6      | 0  | 2     |        |         |
| 2003  | Danish Touring Car Championship        | Peugeot Statoil Motorsport | 18     | 3  | 6     | 276    | 1.      |
| 2004  | American Le Mans Series (GTS)          | Corvette Racing            | 2      | 0  | 1     |        |         |
| 2004  | Danish Touring Car Championship        | Peugeot Statoil Motorsport | 11     | 0  | 0     | 101    | 11.     |
| 2005  | American Le Mans Series (GT1)          | Corvette Racing            | 2      | 0  | 1     |        |         |
| 2005  | Danish Touring Car Championship        | Den Blå Avis               | 17     | 2  | 5     | 241    | 2.      |
| 2006  | American Le Mans Series (GT1)          | Corvette Racing            | 2      | 0  | 1     | 42     | 9.      |
| 2006  | Danish Touring Car Championship        | Den Blå Avis               | 18     | 1  | 7     | 355    | 2.      |
| 2007  | American Le Mans Series (GT1)          | Corvette Racing            | 12     | 0  | 3     | 184    | 3.      |
| 2007  | Danish Touring Car Championship        | Den Blå Avis               | 23     | 1  | 3     | 270    | 3.      |
| 2008  | American Le Mans Series (GT1)          | Corvette Racing            | 11     | 0  | 8     | 238    | 1.      |
| 2008  | Danish Touring Car Championship        | Den Blå Avis               | 21     | 4  | 8     | 314    | 1.      |
| 2009  | American Le Mans Series (GT1)          | Corvette Racing            | 2      | 0  | 1     | –      | –       |
| 2009  | American Le Mans Series (GT2)          | Corvette Racing            | 5      | 0  | 1     | 86     | 10.     |
| 2009  | Danish Touring Car Championship        | Ree Sport                  | 18     | 1  | 5     | 250    | 2.      |